# 2008 في بنغلاديش
فيما يلي قوائم الأحداث التي وقعت خلال عام 2008 في بنغلاديش.

## سياسة

### تعيين في المنصب
- 1 يناير – شيخة حسينة واجد عضو الدورة التاسعة لمجلس الأمة البنغلاديشي ‏.
- 29 ديسمبر – خالدة ضياء زعيم المعارضة [الإنجليزية]‏.

## رياضة
- 17 فبراير – دوري بنغلادش الممتاز 2008-09 الفائز Abahani Limited Dhaka [الإنجليزية]‏.

## وفيات

### يناير
- 20 يناير – عبد اللطيف (مواليد 1954) طاهي سريلانكي.